# Valezan
Valezan foi uma comuna francesa na região administrativa de Auvérnia-Ródano-Alpes, no departamento de Saboia. Estendia-se por uma área de 8,01 km². Em 2010 a comuna tinha 207 habitantes (densidade: 25,8 hab./km²).
Em 1 de janeiro de 2016, foi incorporada à nova comuna de La Plagne-Tarentaise.